# مشيطة (ساة)
'

تعديل مصدري - تعديل

مشيطة هي إحدى قرى عزلة ساه بمديرية ساة التابعة لمحافظة حضرموت، بلغ تعداد سكانها 489 نسمة حسب تعداد اليمن لعام 2004.